# Xenix
Microsoft XENIX va ser un sistema operatiu tipus UNIX llançat el 1980 per Microsoft. Microsoft el va anomenar així perquè no tenia llicència per utilitzar el nom «UNIX». Avui és un sistema obsolet, però ocupa poc espai de disc i és ràpid.

## Història

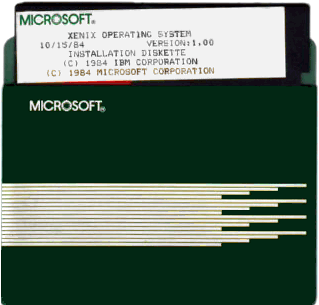
IBM/Microsoft Xenix 1.00 en disquet de 5/<> polzades

El 1979, Microsoft va comprar una llicència del UNIX System V d'AT&T i va anunciar el 25 d'agost de 1980 la seva intenció d'adaptar-lo a microprocessadors de 16 bits.
XENIX no va ser venut directament a l'usuari final, sinó que Microsoft venia llicències als fabricants d'ordinadors que desitjaven utilitzar-lo en els seus equips. La primera adaptació de XENIX es va fer per un microprocessador Zilog Z8001.

## Llicències venudes
Diverses empreses van comprar una llicència de XENIX. Entre elles es troben:
- Altos, que va comprar una llicència al començament de 1982.
- Tandy Corporation, que va comprar una llicència el gener de 1983, per vendre XENIX amb els seus ordinadors basats en el processador Motorola 68000.
- Santa Cruz Operation (SCO), que va comprar una llicència el setembre de 1983 per vendre XENIX a usuaris d'ordinadors amb processador Intel 8086. SCO es va convertir en la major distribuïdora de XENIX.

## Microsoft cedeix XENIX a SCO
Microsoft va abandonar XENIX quan va signar un acord per desenvolupar el sistema operatiu OS/2, juntament amb l'IBM. Microsoft va acordar amb SCO vendre els seus drets sobre XENIX a canvi d'un 25% de SCO.
SCO va distribuir una adaptació de XENIX per als processadors Intel 80286 el 1985. Aquesta versió seria seguida més tard per una adaptació per als processadors Intel 80386, que seria reanomenada com SCO UNIX.